# Feethams
Feethams – stadion piłkarski w Darlington, na którym 1883–2003 rozgrywał mecze zespół Darlington F.C.. Ostatni mecz odbył się 3 maja 2003. Od sezonu 2003/2004 Darlington F.C. rozgrywa mecze na stadionie The Darlington Arena.
Zdewastowany teren obiektu jest od 2009 własnością zmieniających się firm deweloperskich, które deklarują zamiar wybudowania tu budynków mieszkalnych.